# Duparquetia orchidacea
Sous-tribu
Genre
Espèce
Synonymes
- Oligostemon pictus Benth.[2]

Duparquetia orchidacea est une espèce de plantes à fleurs dicotylédones de la famille des Fabaceae, originaire de l'Afrique tropicale.
C'est la seule espèce du genre Duparquetia (genre monotypique), qui est lui-même le seul genre de la sous-tribu des Duparquetiinae (devenue la sous-famille des Duparquetioideae  dans la nouvelle classification des Fabaceae établie en 2017 par le LPWG (Legume Phylogeny Working Group).

## Étymologie
Le nom générique « Duparquetia » est un hommage à Victor Aubert Duparquet (1830-1888), missionnaire et botaniste français, collecteur de plantes en Afrique en XIXe siècle.